# Француски нови талас
Нови талас (франц. La Nouvelle Vague) је француски уметнички филмски покрет који се појавио касних 1950-их. Покрет је карактерисао одбацивање традиционалних филмских конвенција у корист експериментисања и духа иконоборства. Филмски ствараоци Новог таласа истраживали су нове приступе монтажи, визуелном стилу и наративу, као и ангажовање на друштвеним и политичким превратима тог доба, често користећи иронију или истражујући егзистенцијалне теме. Нови талас се често сматра једним од најутицајнијих покрета у историји кинематографије.
Термин је први пут употребила група француских филмских критичара и филмских критичара повезаних са часописом Cahiers du cinéma касних 1950-их и 1960-их. Ови критичари су одбацили Tradition de qualité  („Традиција квалитета“) мејнстрим француске кинематографије, која је наглашавала занат над иновацијама и стара дела уместо експериментисања. Ово је било очигледно у есеју Франсоа Трифоа из 1954. налик манифесту, Une certaine tendance du cinéma français, где је осудио адаптацију сигурних књижевних дела у немаштовите филмове. Заједно са Трифоом, бројни писци за Cahiers du cinéma постали су водећи филмски ствараоци Новог таласа, укључујући Жан-Лика Годара, Ерика Ромера, Жака Ривета и Клода Шаброла. Повезана филмска заједница на Левој обали укључивала је режисере као што су Ален Рене, Ањес Варда и Крис Маркер.
Користећи преносиву опрему и захтевајући мало или нимало времена за подешавање, начин снимања филмова новог таласа често је представљао документарни стил. Филмови су показивали директне звуке на филмском фонду који је захтевао мање светла. Технике снимања укључивале су фрагментисану, дисконтинуирану монтажу и дуге снимке. Комбинација реализма, субјективности и ауторског коментара створила је наративну двосмисленост у смислу да на питања која се постављају у филму на крају нема одговора.

## Лева обала
Одговарајућу групу „десне обале“ чине познатији и финансијски успешнији редитељи Новог таласа повезани са Свеске Биоскопа (Клод Шаброл, Франсоа Трифо и Жан-Лик Годар). За разлику од њих, редитељи Леве обале били су старији и мање опседнути филмом. Имали су тенденцију да гледају на биоскоп налик другим уметностима, као што је књижевност. Међутим, били су слични редитељима Новог таласа по томе што су практиковали биоскопски модернизам. Њихова појава је такође дошла 1950-их и такође су имали користи од младе публике. Две групе, међутим, нису биле у опозицији; Свеске Биоскопа су се залагали за биоскоп на Леве обале.
Директори Леве обале су Крис Маркер, Ален Рене, Жак Деми и Ањес Варда. Роуд је описао изразиту „склоност некој врсти боемског живота и нестрпљење према конформизму Десне обале, висок степен ангажованости у књижевности и пластичној уметности, и последични интерес за експериментално снимање филмова“, као и идентификацију са политичком левицом. Филмски ствараоци су имали тенденцију да сарађују једни са другима. Жан-Пјер Мелвил, Ален Робе-Гриле и Маргарит Дирас су такође повезани са групом. Нови роман покрет у књижевности је такође био снажан елемент стила Леве обале, са ауторима који су допринели многим филмовима.
Филмови са леве обале укључују La Pointe Courte, Hiroshima mon amour, La jetée, Last Year at Marienbad, and Trans-Europ-Express.

## Филмске технике
Филмови су садржали методе изражавања без преседана, као што су дуги снимци праћења (попут чувене секвенце саобраћајне гужве у Годардовом филму Викенд из 1967.). Такође, ови филмови су приказивали егзистенцијалне теме, често наглашавајући појединца и прихватање апсурда људског постојања. Испуњени иронијом и сарказмом, филмови такође имају тенденцију да упућују на друге филмове.
Многи филмови француског новог таласа произведени су са малим буџетима; често сниман у стану или дворишту пријатеља, користећи пријатеље режисера као глумце и екипу. Редитељи су такође били приморани да импровизују са опремом (на пример, коришћењем колица за куповину за праћење снимака.) Цена филма је такође била главна брига; тако су се напори да се филм сачувају претворили у стилске иновације. На пример, у филму Без даха Жан-Лика Годара, након што му је речено да је филм предугачак и да мора да га скрати на сат и по, одлучио је (на предлог Жан-Пјера Мелвила) да уклони неколико сцена из дугометражног филма које су снимљене у једном дугом кадру. Делови који нису функционисали једноставно су исечени из средине снимања, што је била практична одлука и такође сврсисходна стилска одлука.
Биоскопски стилови француског новог таласа донели су свеж изглед биоскопу са импровизованим дијалозима, брзим променама сцене и снимцима који су прекинули заједничку осу кретања камере од 180°. У многим филмовима француског новог таласа, камера није коришћена да очара публику разрађеним наративним и илузорним сликама, већ да се поигра са очекивањима публике. Годар је вероватно био најутицајнија личност покрета; његов метод снимања филмова, који се често користио да шокира и задиви публику због пасивности, био је ненормално храбар и директан.
Годаров стилски приступ може се посматрати као очајничка борба против мејнстрим кинематографије тог времена, или понижавајући напад на наводну наивност гледаоца. Било како било, изазовна свест коју представља овај покрет и данас остаје у биоскопу. Ефекти који сада изгледају или отрцани или уобичајени, као што је лик који излази из своје улоге како би се директно обратио публици, били су радикално иновативни у то време.
Класична француска кинематографија придржавала се принципа снажног наратива, стварајући оно што је Годар описао као опресивну и детерминистичку естетику заплета. Насупрот томе, филмски ствараоци Новог таласа нису покушали да суспендују неверицу гледаоца; у ствари, предузели су кораке да стално подсећају гледаоца да је филм само низ покретних слика, ма колико паметно користили светлост и сенку. Резултат је скуп необично неповезаних сцена без покушаја јединства; или глумац чији се карактер мења из једне сцене у другу; или сетови у којима се посматрачи случајно пробијају до камере заједно са статистима, који су у ствари ангажовани да ураде исто.
У средишту технике Новог таласа је питање новца и производне вредности. У контексту друштвених и економских проблема Француске после Другог светског рата, филмски ствараоци су тражили нискобуџетне алтернативе уобичајеним методама продукције, и били су инспирисани генерацијом италијанских неореалиста пре њих. Пола потребе, а пола визије, редитељи Новог таласа су искористили све што су имали да своје уметничке визије каналишу директно у позориште.
Коначно, француски нови талас, као европска модерна кинематографија, фокусиран је на технику као сам стил. Француски филмски стваралац новог таласа је пре свега аутор који у свом филму показује сопствено око на свет. С друге стране, филм као предмет сазнања оспорава уобичајену транзитивност на којој се заснивала сва остала кинематографија, „поништавајући своје камене темељце: просторно-временски континуитет, наративну и граматичку логику, самоевидентност представљених светова“. На овај начин филмски стваралац преноси „есејистички став, размишљајући – на романескни начин – на свој начин да прави есеје.“

## Утицајна имена у Новом таласу

### Cahiers du cinémaредитељи
- Жан-Лик Годар
- Ерик Ромер
- Франсоа Трифо
- Клод Шаброл
- Жак Ривет

### Редитељи Леве обале
- Ањес Варда
- Ален Рене
- Крис Маркер
- Анри Колпи
- Жак Деми

### Остали редитељи асоцирани са покретом
- Александар Астрик
- Жак Донијол-Валкроз
- Жан Душе
- Маргерит Дирас
- Жан Есташ
- Жорж Франжу
- Филип Гарел
- Пјер Каст
- Вилијам Клејн
- Клод Лелуш
- Луј Мал
- Жан-Пјер Мелвил
- Лик Муле
- Ален Роб-Гриле
- Жан Руш
- Жан-Мари Строб
- Роже Вадим[11]

## Утицајни филмови
- 400 удараца (1959)
- Хирошима, љубави моја (1959)
- До последњег даха (1960)
- Les Bonnes femmes (1960)
- Shoot the Pianist (1960)
- Lola (1961)
- Adieu Philippine (1962)
- Клео од 5 до 7 (1962)
- Le Mépris (1963)
- Céline and Julie Go Boating (1974)
- Claire’s Knee (1970)
- Jules et Jim (1962)
- Last Year at Marienbad (1961)
- Bande à part (1964)
- Eyes without a Face (1960)
- Lift to the Scaffold (1958)
- Bob le flambeur (1956)
- Vivre sa vie (1962)
- Les Cousins (1959)
- Paris nous appartient (1961)